# Bok (Orašje)
Pour les articles homonymes, voir Bok.
Bok (en cyrillique : Бок) est un village de Bosnie-Herzégovine. Il est situé dans la municipalité d'Orašje, dans le canton de la Posavina et dans la fédération de Bosnie-et-Herzégovine. Selon les premiers résultats du recensement bosnien de 2013, il compte 1 441 habitants.

## Démographie

### Évolution historique de la population
| 1948 | 1953 | 1961  | 1971  | 1981  | 1991  | 2013  |
| ---- | ---- | ----- | ----- | ----- | ----- | ----- |
| -    | -    | 1 691 | 1 941 | 2 086 | 1 705 | 1 441 |

|  |